# Lore City
Lore City és una població dels Estats Units a l'estat d'Ohio. Segons el cens del 2000 tenia 305 habitants.

## Demografia
Segons el cens del 2000, Lore City tenia 305 habitants, 125 habitatges, i 88 famílies. La densitat de població era de 356,9 habitants/km².
Dels 125 habitatges en un 33,6% hi vivien nens de menys de 18 anys, en un 57,6% hi vivien parelles casades, en un 8% dones solteres, i en un 29,6% no eren unitats familiars. En el 27,2% dels habitatges hi vivien persones soles el 13,6% de les quals corresponia a persones de 65 anys o més que vivien soles. El nombre mitjà de persones vivint en cada habitatge era de 2,44 i el nombre mitjà de persones que vivien en cada família era de 2,93.
Per edats la població es repartia de la següent manera: un 24,9% tenia menys de 18 anys, un 7,9% entre 18 i 24, un 29,8% entre 25 i 44, un 24,3% de 45 a 60 i un 13,1% 65 anys o més.
L'edat mediana era de 38 anys. Per cada 100 dones de 18 o més anys hi havia 92,4 homes.
La renda mediana per habitatge era de 30.000 $ i la renda mediana per família de 39.500 $. Els homes tenien una renda mediana de 30.357 $ mentre que les dones 16.635 $. La renda per capita de la població era de 16.272 $. Aproximadament l'11,1% de les famílies i el 14,2% de la població estaven per davall del llindar de pobresa.

## Poblacions més properes
El següent diagrama mostra les poblacions més properes.